# Gornja Konjščina
 Gornja Konjščina  falu Horvátországban Krapina-Zagorje megyében. Közigazgatásilag Konjščinához tartozik.

## Fekvése
Krapinától 26 km-re délkeletre, községközpontjától 5 km-re északra a megye keleti részén, a Horvát Zagorje területén fekszik.

## Története
A településnek 1857-ben 183, 1910-ben 441 lakosa volt. Trianonig Varasd vármegye Zlatari járásához tartozott. 2001-ben 149 lakosa volt.

## Nevezetességei
A Legszentebb Oltáriszentség tiszteletére szentelt kápolnáját egy családi házból alakították ki.

## Külső hivatkozások
Konjščina község hivatalos oldala